# 대한민국 형법 제14조
대한민국 형법 제14조는 과실에 대한 형법총론의 조문이다.

## 조문
제14조(과실) 정상의 주의를 태만함으로 인하여 죄의 성립요소인 사실을 인식하지 못한 행위는 법률에 특별한 규정이 있는 경우에 한하여 처벌한다.

第14條(過失)正常의 注意를 怠慢함으로 因하여 罪의 成立要素인 事實을 認識하지 못한 行爲는 法律에 特別한 規定이 있는 境遇에 限하여 處罰한다.

## 참고문헌
신동일. (2015). 과실범 이론의 역사와 발전에 대하여 : 형법 제14조의 구조적 해석. 강원법학, 44, 309-346.

## 같이 보기
- 과실